# I Will Go With You
«I Will Go With You (Con te partirò)»—en español: «Yo iré contigo»— es una canción de Donna Summer de género Pop, dance y electropop. El video fue grabado en 1998 y lanzado en 1999, como el primer sencillo del álbum en vivo Live & More Encore!. 

## Antecedentes
La canción fue originalmente grabada por el famoso cantante de ópera Andrea Bocelli, en 1995 y su el título original fue Con te partirò. Dos años después formó un dúo con la cantante británica Sarah Brightman y la canción fue titulada "Time To Say Goodbye" y se convierte mundialmente famosa. Summer, más tarde hizo una versión de Con te partirò y la tituló "I Will Go With You". 

## Nominaciones
La canción fue editada por el sello Epic Records, el mismo año de su grabación. Se convirtió en el mayor éxito del verano, después de que en 1989, Summer graba "This Time I Know It is for Real". 
"I Will Go With You", más tarde recibió una nominación al Grammy, por Mejor Grabación de Danza. En la canción aparece una pareja, viendo una película de los 40 y prometiéndose amarse y vivir unidos por siempre, mientras que se besan. Al mismo tiempo aparece Summer, interpretando la canción.

## Sencillos
Sencillo 7"
- A. «I Will Go With You» (Con Te Partiro)  - 3:58
- B. «Love On & On» - 4:43

US Epic Dance 12" Promo #1
- 1. «I Will Go with You» (Con te Partirò)  - 8:38
- 2. «I Will Go with You» (Con te Partirò)  - 6:17
- 3. «I Will Go with You» (Con te Partirò) - 9:42
- 4. «I Will Go with You» (Con te Partirò)  - 5:37

US Epic Dance 12" Promo #2
- 1. «I Will Go with You» (Con te Partirò)  - 9:55
- 2. «I Will Go with You» (Con te Partirò)  - 4:34
- 3. «I Will Go with You» (Con te Partirò) - 7:57
- 4. «I Will Go with You» (Con te Partirò) - 8:41

US Epic Dance 12" Promo #3
- 1. «I Will Go With You» (Con Te Partirò)  - 5:08
- 2. «I Will Go With You» (Con Te Partirò) - 6:37
- 3. «I Will Go With You» (Con Te Partirò) - 4:46
- 4. «I Will Go With You» (Con Te Partirò) - 10:18
- 5. «I Will Go With You» (Con Te Partirò) - 5:59

US CD1 maxi
- 1. «I Will Go with You» (Con te Partirò)  - 3:58
- 2. «I Will Go with You» (Con te Partirò)  - 3:53
- 3. «I Will Go with You» (Con te Partirò)  - 4:01
- 4. «I Will Go with You» (Con te Partirò)  - 3:39
- 5. «I Will Go with You» (Con te Partirò)  - 3:58
- 6. «I Will Go with You» (Con te Partirò)  - 5:08
- 7. «I Will Go with You» (Con te Partirò)  - 6:37
- 8. «I Will Go with You» (Con te Partirò)  - 8:55
- 9. «Love On & On» - 4:43

US CD2 maxi
- 1. «I Will Go with You» (Con te Partirò)  - 4:17
- 2. «I Will Go with You» (Con te Partirò)  - 3:32
- 3. «I Will Go with You» (Con te Partirò)  - 9:42
- 4. «I Will Go with You» (Con te Partirò)  - 9:55
- 5. «I Will Go with You» (Con te Partirò)  - 5:59
- 6. «Love On & On»  - 9:12

UK promo 12" #1
- 1. «I Will Go with You» (Con te Partirò)  - 6:37
- 2. «I Will Go with You» (Con te Partirò)  - 8:55
- 3. «I Will Go with You» (Con te Partirò)  - 10:20
- 4. «I Will Go with You» (Con te Partirò)  - 6:17

UK promo 12" #2
- 1. «I Will Go With You» (Con Te Partiro)
- 2. «I Will Go With You» (Con Te Partiro)

US 12" single #2
- 1. «I Will Go with You» (Con te Partirò) - 9:55
- 2. «I Will Go with You» (Con te Partirò)  - 6:17
- 3. «I Will Go with You» (Con te Partirò)  - 7:57
- 4. «I Will Go with You» (Con te Partirò) - 7:00

US 12" single #3
- 1. «I Will Go with You» (Con te Partirò) - 6:37
- 2. «I Will Go with You» (Con te Partirò) - 8:55
- 3. «I Will Go with You» (Con te Partirò)  - 9:42
- 4. «I Will Go with You» (Con te Partirò) - 6:22

Sony 12" promo
- 1. «I Will Go with You» (Con te Partirò) - 7:00
- 2. «I Will Go with You» (Con te Partirò) -9:04

CD single promo
- 1. «I Will Go with You» (Con te Partirò) - 10:20
- 2. «I Will Go with You» (Con te Partirò) - 9:00

### Lista
| País           | Lista                         | Posición más alta |
| -------------- | ----------------------------- | ----------------- |
| España         | Promusicae                    | 2                 |
| Estados Unidos | Billboard Hot 100             | 79                |
| Estados Unidos | Billboard Dance Singles Sales | 3                 |
| Estados Unidos | Billboard Dance Club Songs    | 1                 |